# Демченко Марія Софронівна
Марія Софронівна Демченко (* 8 вересня 1912, Старосілля — 9 травня 1995, місто Київ) — ініціатор масового руху колгоспників за високі врожаї цукрових буряків (п'ятисотенниця). Депутат Верховної Ради СРСР 1-го скликання.

## Біографія

Пам'ятна стела біля будинку п'ятисотенниці у Старосіллі

Народилася 26 серпня (8 вересня) 1912 року в бідній селянській родині в селі Старосіллі (тепер Городищенського району Черкаської області). У 1927 році разом із батьками переїхала на Урал, де батько працював на будівництві Магнітогорського комбінату. Трудову діяльність Марія Демченко розпочала в майстерні індивідуального пошиття в місті Магнітогорську.
У 1931 році переїхала в Українську СРР. З 1931 по 1932 рік працювала на сільськогосподарських роботах у Київському плодоягідному інституті. У 1932—1933 роках працювала на шахті в місті Тулі (Російська РФСР). У 1932 році вступила до комсомолу. Наприкінці 1933 року повернулася до рідного села Старосілля.
У 1933—1936 роках — ланкова старосільського колгоспу «Комінтерн» району імені Петровського Київської області. У 1935 році, на 2-му Всесоюзному з'їзді колгоспників-ударників, взяла зобов'язання виростити високий на той час урожай цукрових буряків — по 500 ц/га (з кожного гектара закріпленої за ланкою Демченко ділянки було зібрано по 523,7 ц коренів). Її почин перетворився на масове соціалістичне змагання п'ятисотенниць. З 1936 року навчалася в Київському сільськогосподарському інституті.
Член ВКП(б) з 1939 року.
У 1945 році закінчила Київський сільськогосподарський інститут. З 1945-го до 1958 року працювала агрономом у колгоспі імені Л. Л. Васильєва (тепер Вишгородського району Київської області), потім на дослідних ділянках у радгоспі імені Л. Л. Васильєва.
З 1965 року — на пенсії в місті Києві. Автор книги «Полюби землю» (1973). Нагороджена орденом Леніна (10.11.1935), великою Золотою медаллю ВСГВ.
Померла 9 травня 1995 року. Похована в рідному селі.

## Вшанування пам'яті
Ім'ям Марії Демченко названо вулиці в містах Первомайськ Миколаївської області та Одеса, а також в с. Плоске в Черкаській області.